# Герб Чорноморського (Одеська область)
Герб Чорномо́рського — офіційний геральдичний символ смт Чорноморське Одеської області, затверджений 23 квітня 2003 р. рішенням Чорноморської селищної ради.

## Опис
Щит скошений зліва, на верхньому зеленому полі срібний лебідь вліво, на нижньому лазуровому — золотий трищогловий вітрильник. Щит обрамований декоративним картушем i увінчаний срібною міською короною з трьома вежками.

## Значення символів
Срібний лебідь — усталена протягом останнього десятиріччя емблема, що стала традиційною ознакою Чорноморського. Фігура лебедя символізує відродження селища. Золотий вітрильник — давня емблема, що часто використовується для прибережних поселень — символізує добробут, розквіт, щедрість і багатство, належність селища до чорноморського регіону.
Автор — П. В. Бондаренко.